# ريد كوسي
ريد كوسي (بالإنجليزية: Red Causey)‏ هو لاعب كرة قاعدة أمريكي، ولد في 11 أغسطس 1893 في Georgetown, Florida ‏ في الولايات المتحدة، وتوفي في 11 نوفمبر 1960 في أفون بارك في الولايات المتحدة.